# Ochtertyre House

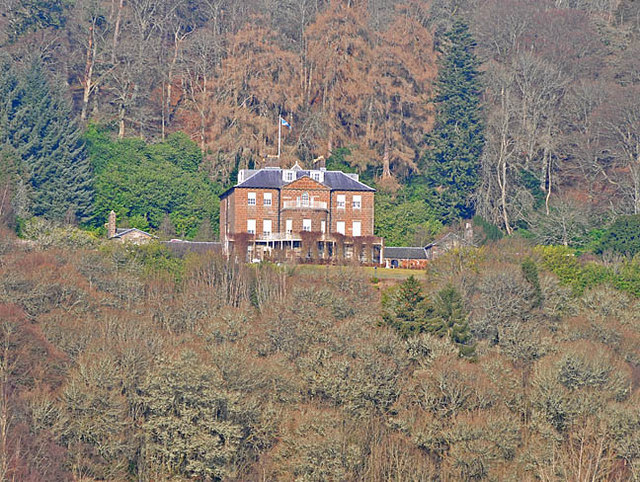
Ochtertyre House

Ochtertyre House ist ein Herrenhaus nahe der schottischen Ortschaft Crieff in der Council Area Perth and Kinross. 1971 wurde das Bauwerk in die schottischen Denkmallisten in der höchsten Denkmalkategorie A aufgenommen.

## Geschichte
Am Standort existierte ein Vorgängerbauwerk der Murray Baronets, of Ochtertyre, das in den 1740er Jahren renoviert wurde. Das heutige Ochtertyre House wurde zwischen 1784 und 1790 erbaut. Hierzu musste das alte Herrenhaus zunächst abgebrochen werden. William Murray of Ochtertyre legte am 4. Juni 1784 den Grundstein des Neubaus. Im Dezember 1790 wurde es bezogen.

## Beschreibung
Ochtertyre House steht isoliert rund 2,5 Kilometer nordwestlich von Crieff nahe dem Nordufer von Loch Monzievaird. Das im georgianischen Stil ausgestaltete Gebäude ist in den Hang gebaut, sodass es entlang der südexponierten Hauptfassade drei- und entlang der rückwärtigen Fassade zweistöckig ist. Sein Mauerwerk besteht aus Steinquadern, die zu einem Schichtenmauerwerk verbaut wurden. An der Hauptfassade tritt am Mittelrisalit der Eingangsbereich an einer gerundeten Auslucht heraus. Deren Abschluss wird im zweiten Obergeschoss als Balkon mit Steinbalustrade genutzt. Dahinter ist ein venezianisches Fenster eingelassen. Der Risalit schließt mit einem schlichten Dreiecksgiebel. Die rückwärtige Fassade ist ebenfalls mit Dreiecksgiebel, jedoch auch mit dorischen Säulen ausgeführt. Die abgehenden einstöckigen Flügel sind mit venezianischen Fenstern gestaltet.